# قورت‌تپه (مشگین‌شهر)
قورت‌تپه یک روستا در ایران است که در دهستان دشت (مشگین‌شهر) واقع شده‌است. قورت‌تپه ۱٬۴۴۷ نفر جمعیت دارد.